# Фра Диаволо (филм из 1963)
„Фра Диаволо” је југословенски ТВ мјузикл филм из 1963. године. Режирао га је Даниел Марушић а либрето су написали Казимир Делавигн и Еуген Скрајб.